# Heinrich Knirr
Heinrich Knirr (Pančevo, 2 settembre 1862 – Staudach-Egerndach, 26 maggio 1944) è stato un pittore tedesco, fu uno dei principali ritrattisti di Hitler.

## Biografia

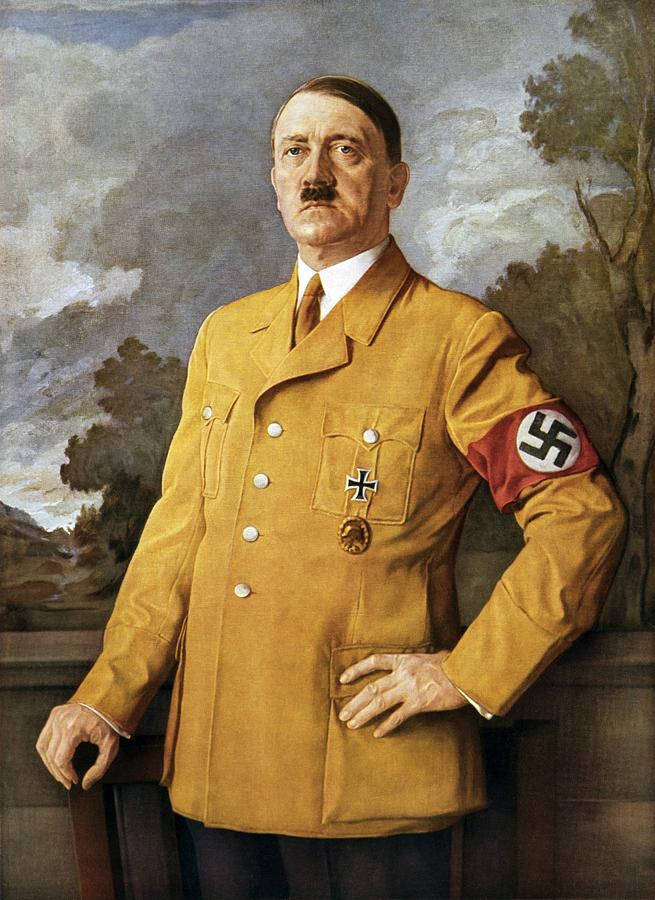
Adolf Hitler in un ritratto di Knirr del 1937

Nato nel 1862 in Voivodina, nell'allora città ungherese di Pancsova (in tedesco Pantschowa), oggi la serba Pančevo, Knirr seguì i corsi di pittura presso l'Accademia di belle arti di Vienna e, successivamente, in quella di Monaco di Baviera nella quale dal 1898 al 1910, fu egli stesso insegnante (ed ebbe fra gli allievi lo statunitense Herbert van Blarcom Acker).
Fondò una propria scuola di pittura che fu frequentata da allievi destinati ad assumere vasta notorietà, quali Paul Klee (il più famoso), Emil Orlik e lo scultore Hermann Haller. 
Agli inizi del Novecento aderì alla Secessione di Monaco e alla Secessione viennese, movimenti formati da giovani artisti insofferenti per i canoni accademici tradizionali.
Durante il nazismo, eseguì numerosi ritratti ufficiali di Adolf Hitler.
Nel 1942 fu insignito della Medaglia Goethe per l'arte e la scienza.